# 鼠來寶
《鼠來寶》（英語：Alvin and The Chipmunks），2007年出品的3D動畫真人結合電影。
三隻花栗鼠艾文Alvin（花仔）、賽門Simon（阿檬）、喜多Theodore（阿肥）在片中盡情地搞笑、耍寶。

## 剧情概要
阿尔文、西蒙和西奥多这三只花栗鼠在他们居住的树被砍伐并运到加利福尼亚州洛杉矶的一家唱片公司后流离失所。苦苦挣扎的词曲作者大卫塞维尔向唱片公司的执行官伊恩霍克展示了他的小样，但遭到拒绝。大卫从公司偷走了一个篮子，却不知道花栗鼠三人组已经放在篮子里了。
回到家后，大卫发现了花栗鼠并命令它们离开。当大卫听到花栗鼠唱歌时，他决定收留这三只花栗鼠。大卫将花栗鼠三人组介绍给伊恩，但花栗鼠们因怯场决定不表演。当花栗鼠在不知不觉中通过在演示板上画画和写字毁坏他的演示板时，大卫最终被解雇了他的广告工作。一天晚上，一位名叫克莱尔的女子来到大卫的住处，她自称是大卫的前女友。当阿尔文不顾大卫的警告现身时，克莱尔过早地离开了。第二天，大卫参观了伊恩的豪宅，花栗鼠在那里唱了一首大卫写的歌，促使伊恩达成唱片合约。
花栗鼠们迅速在全国取得成功，但大卫开始担心他们的福利，觉得他们还太年轻，无法成名并漫游人类社会的遥远角落。在与大卫发生误会后，花栗鼠搬出去和伊恩住在一起。觉得伊恩可能是三人组获利和受益的唯一来源，花栗鼠们开始了全国巡回演出。然而，在几乎不停地工作之后，主要是由于伊恩的压力，花栗鼠们开始感到疲惫，但伊恩建议花栗鼠们多假唱，而不是长时间休息。由于他们的音乐会定于在欧菲姆剧院举行，大卫在克莱尔的支持下潜入了场地。大卫在表演期间向花栗鼠大声喊叫，并且知道伊恩一直在密谋这个理论，三人组脱下他们的衣服并在舞台上引起骚动。大卫因活动安全而受阻，而伊恩将花栗鼠锁在笼子里，计划让三人组进行全球巡回演出。大卫试图说服伊恩放过花栗鼠，说它们需要真实的生活，但只能被忽视。伊恩乘坐豪华轿车逃脱，而大卫则在追捕。当大卫失去伊恩时，花栗鼠们出人意料地赶来并与大卫和解。伊恩透露花栗鼠已经逃脱并用会说外国语的洋娃娃取而代之，这最终预示着伊恩的事业垮台。

## 角色

### 真人角色
| 配音             | 配音   | 角色                                    |
| 演員             | 台版   | 角色                                    |
| ---------------- | ------ | --------------------------------------- |
| 傑森·李          | 吳文民 | 大衛“戴夫”·斯威（David "Dave" Seville） |
| 大衛·克羅斯      | 康殿宏 | 伊恩·霍克（Ian Hawke）                  |
| 卡梅隆·里查德森  | 魏晶琦 | 卡萊爾·威爾森（Claire Wilson）          |
| 珍·林奇          |        | （Gail）                                |
| 凱文·辛蒙斯      |        | 泰德（Ted）                             |
| 法蘭克·馬哈拉吉  |        | 貝瑞（Barry）                           |
| Veronica Alicino |        | 艾米（Amy）                             |
| Beth Riesgraf    |        | 超市媽媽（Mother in Store）             |
| Adriane Lenox    | 崔幗夫 | 薇特（Vet）                             |
| Erin Chambers    |        | （Press Coordinator）                   |
| Oliver Muirhead  |        | 管家（Butler）                          |

### 配音
| 配音             | 配音   | 角色                       |
| 英版             | 韓版   | 角色                       |
| ---------------- | ------ | -------------------------- |
| 賈斯汀·隆        | 強仁   | 艾文（Alvin）              |
| 馬修·葛雷·古博勒 | 金希澈 | 賽門（Simon）              |
| 傑西·麥卡尼      |        | 喜多（Theodore）           |
| 亞當·芮安秋      |        | 西班牙娃娃（Spanish Doll） |

## 緣起
本為1958年由Ross Bagdasarian以錄音技術所製作之唱片《花栗鼠之歌》（The Chipmunk Song，又名Christmas Don't Be Late），於該年耶誕節前所發售。將一般人的聲音快轉，形成較高頻率的聲音，聽起來相當具有喜感。因此當年唱片大賣，並且連續四年進入美國唱片公信榜的流行歌曲排行榜中（直到1963年才另外開啟「聖誕歌曲」項目）。
1960年，才將三隻花栗鼠卡通化；而在1987年再度重畫卡通，並推出《小花鼠歷險記》（The Chipmunk Adventure），該部卡通在台灣亦有播映。而本電影《鼠來寶》是初次以3D造型出現在電影中。

## 音樂
該部卡通亦推出電影原聲帶。除將當年最膾炙人口的《花栗鼠之歌》、《巫醫（Witch Doctor）》以hip-hop風格重新詮釋外，亦將一些於80、90年代紅遍一時之歌曲重唱，如《Funky Town》等。

## 外部連結
- Box Office Mojo上《鼠來寶》的資料（英文）
- 互联网电影数据库（IMDb）上《花鼠明星俱樂部》的资料（英文）